# 아넬리서 판데르폴
아넬리서 판데르폴(네덜란드어: Anneliese van der Pol, 1984년 10월 23일 ~ )은 네덜란드와 미국에서 활동하는 배우이다.

## 출연 작품
- 5 웨딩스 (2018)
- 캣츠 댄싱 온 주피터 (2011)
- 위시 위자드 (2011)
- 뱀파이어 써커 (2010)
- 브랏츠 (2007)
- 댓츠 소 레이번 (2003)